# Denis Dighton

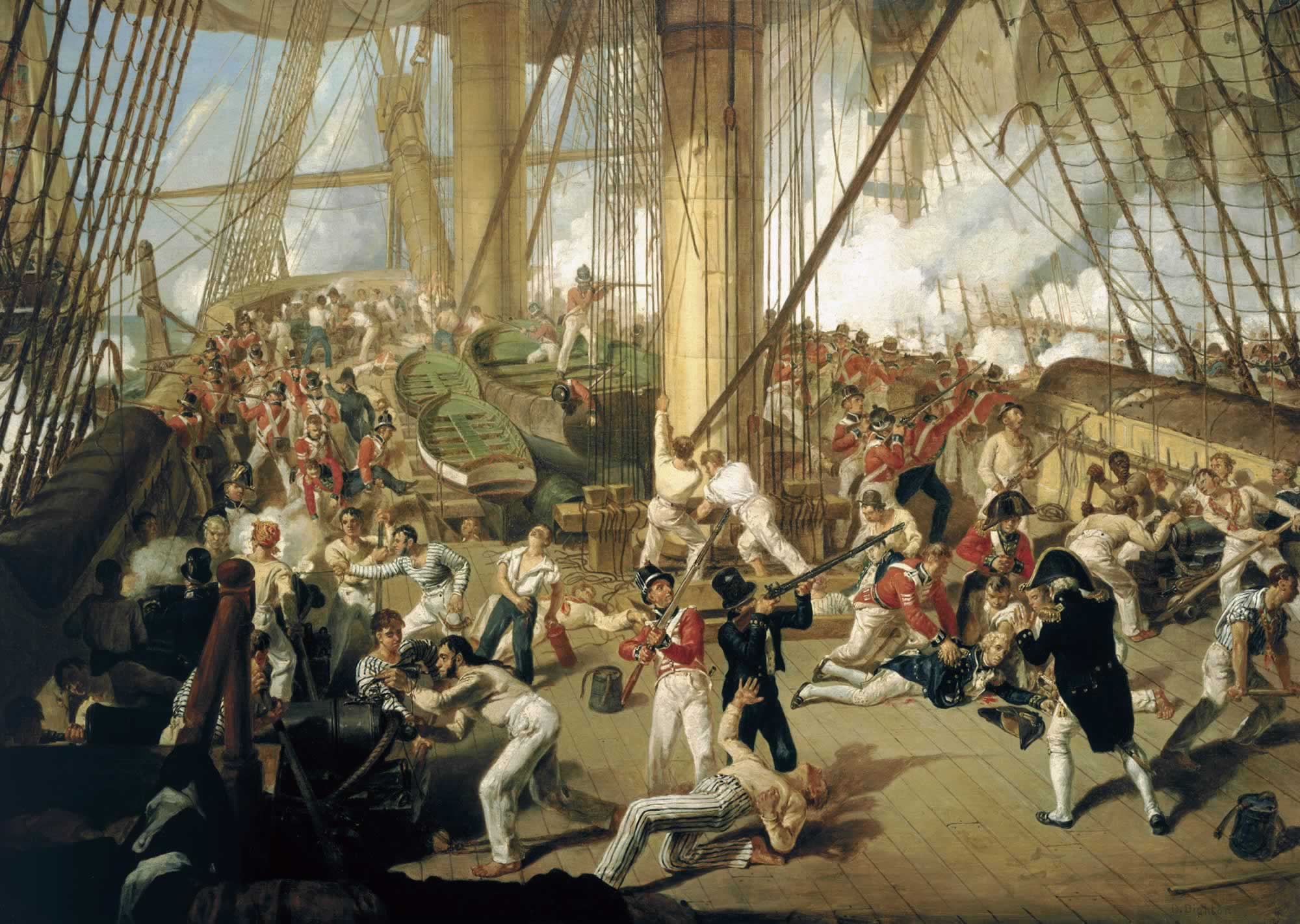
The Fall of Nelson, Battle of Trafalgar, 21 October 1805 (ca. 1825)

Denis Dighton (Londen, 1792 - Saint-Servant, 8 augustus 1827) was een Engels kunstschilder die bekendheid verwierf met zijn militaire portretten en schilderijen van veldslagen.

## Biografie
Denis Dighton was de zoon van de karikaturist Robert Dighton en een oudere broer van Richard Dighton, die satirische portretten maakte.
In 1807 begon Denis Dighton aan een opleiding aan de Royal Academy. Hij genoot als kunstenaar de steun van George, de prins van Wales, met wie zijn moeder bevriend was geweest. In 1811 kreeg Dighton een opdracht in het leger, die hij slechts kort volhield. In 1812 huwde hij Phoebe Earle, een zus van de kunstenaar Augustus Earle en zelf ook een professioneel kunstschilder. Ze kregen twee zonen. In 1814 ontving Dighton de titel Military Painter to H.R.H. the Prince Regent. De prins stuurde Dighton kort voor de slag bij Waterloo naar de Zuidelijke Nederlanden. De kunstenaar bezocht het slagveld vijf dagen na de Britse overwinning en voltooide er negen schilderijen. De prins van Wales kocht vermoedelijk alle werken van Dighton.
Toen Dightons contactpersoon aan het hof vervangen werd, viel de kunstschilder in ongenade en verloor hij zijn geestelijke gezondheid. Hij verhuisde naar Brittannië, waar hij tot aan zijn dood op 35-jarige leeftijd leefde dankzij de financiële steun van het Artists' Benevolent Fund.
- Bibliothèque nationale de France: cb149729449 (data)
- Gemeinsame Normdatei: 1236442393
- International Standard Name Identifier: 0000 0000 6660 2945
- KulturNav: 3ec16302-20e8-441a-a605-e2244b8a1e90
- Library of Congress Control Number: n2002079523
- RKD-Nederlands Instituut voor Kunstgeschiedenis: 22792
- Système universitaire de documentation: 112727999
- Union List of Artist Names: 500019407
- Virtual International Authority File: 10121446
- WorldCat: E39PBJpdPj4xfqRb6chDKFwBfq